# Strigoderma lampra
Strigoderma lampra är en skalbaggsart som beskrevs av Bates 1888. Strigoderma lampra ingår i släktet Strigoderma och familjen Rutelidae. Inga underarter finns listade i Catalogue of Life.